# Apomecyna usambarica
Apomecyna usambarica är en skalbaggsart som beskrevs av Stefan von Breuning 1961. Apomecyna usambarica ingår i släktet Apomecyna och familjen långhorningar. Inga underarter finns listade i Catalogue of Life.